# Urophora jaculata
Urophora jaculata
 es una especie de insecto del género Urophora de la familia Tephritidae del orden Diptera. 
Camillo Rondani lo describió científicamente por primera vez en el año 1870.